# Florian Kobyliński
Florian Kobyliński (ur. 1774 w Nowogródku, zm. 27 lutego 1843 w Warszawie) – generał brygady Wojsk Polskich Księstwa Warszawskiego, baron w Królestwie Kongresowym w 1820 roku, szambelan królewski.

## Życiorys
Uczestnik powstania kościuszkowskiego w 1794 na Litwie oraz obrony Warszawy. Następnie do 1796 przebywał w niewoli rosyjskiej. W 1798 był deputatem do Najwyższego Trybunału Litewskiego. Od 1805 pracował dla francuskiego wywiadu m.in. w trakcie kampanii w latach 1806-1807, działając w sztabie III korpusu marszałka Davouta. Podczas kampanii rosyjskiej w 1812 roku był adiutantem (aide de camp) marszałka Davouta, wówczas dowódcy I Korpusu Wielkiej Armii, biorąc udział m.in. w bitwie pod Borodino. Następnie do 1815 roku ponownie przebywał w niewoli rosyjskiej. W 1815 roku został zdymisjonowany w randze generała brygady.
W Królestwie Polskim w latach 1816-1835 był prezesem Komisji Wojewódzkiej województwa płockiego, między 1816 a 1819 rokiem zajmował stanowisko dyrektora Dyrekcji fabryki broni. Od 1827 był nadzwyczajnym radcą stanu.

## Odznaczenia
- Order Świętej Anny 1. klasy
- Order Świętego Włodzimierza 3. klasy
- Legia Honorowa (urzędnik)[2][3]
- Krzyż Kawalerski Orderu Wojennego Virtuti Militari
- Order Świętego Stanisława 2. klasy (1818), 1. klasy (1820) w Królestwie Kongresowym[4].

## Patronat
Florian Kobyliński patronuje jednej z głównych arterii Płocka – Alei Floriana Kobylińskiego.